# QF 17磅炮
QF 17磅炮（英語：Ordnance QF 17-pounder）是英國於二戰期間裝備的一款76.2毫米口徑反坦克炮，可有效對抗軸心國的各型坦克，被譽為盟軍在二戰中最優秀的反坦克炮，並發展為坦克用火炮，作為雪曼螢火蟲、挑戰者式巡航坦克及阿基里斯驅逐戰車等的主炮。其後繼反坦克炮分別是120毫米BAT無後坐力炮及QF 20磅炮。該款炮名稱中的「17磅」指的是炮彈的質量，而非炮本身的質量。

## 歷史

奈梅亨大橋邊的17磅炮，攝於1944年9月21日。

隨著德軍將坦克的裝甲增厚，英軍在同時期的反坦克炮不敷所需，因而在1940年，軍方決定研發一款威力更強的反坦克炮，1941年該種火炮投入量產，於1942年晚期在北非戰場首次亮相。在二戰最後的一年甚至成為英軍的標準反坦克武器，為盟軍少數能有效擊破德軍虎式重坦克、豹式中坦克的反坦克炮。在作戰中該款火炮常常扮演多重角色，成為一種全能火炮，並且一直活躍到1945年二戰結束。

## 衍生型號

### 77 mm HV
此炮又稱77HV，是一種縮減體積和重量的17磅炮，是以17磅炮的彈頭與3吋20英擔高射炮的藥莢組合而成，因此藥莢的長度縮短至420毫米，炮管的長度由55倍徑縮短到49倍徑，由於發射裝藥量的減少，後坐力也較小。該炮發射穿甲彈時的貫穿力比起原本的17磅炮有所下降，不過由於炮身跟藥莢的縮短，整體體積較小及重量較輕，安裝於車輛的門檻降低，比起原本的17磅炮更容易配置於坦克，此炮後來成為彗星坦克的主武器。
順帶一提，雖然發射出來的彈頭相同，但藥莢的長度有別，所以標準版17磅炮與77HV炮的彈藥並不能互換，77mm的名稱是為了不造成補給上的混亂而取的，實際上77HV炮的口徑仍為與17磅炮相同的76.2mm。

## 性能
17磅炮能在1000碼外擊穿5.12英寸（130毫米）的裝甲，使用風帽披帽穿甲彈（APCBC）在1000米處可擊穿150毫米裝甲、500米處擊穿163毫米裝甲，改良版的披帽穿甲彈（APCBC FH）的裝甲貫穿力分別增至161及175毫米。
1944年9月開發的新型脱壳穿甲弹（APDS），具有在910米的距離擊穿192毫米裝甲的高威力，在測試中於1000米處可擊穿233毫米裝甲，在500米距離可擊穿256毫米的裝甲，而德軍裝甲最強的虎王式重坦克及獵豹式突擊炮，裝甲最厚分別為185及250毫米，所以當配備脫殼穿甲彈後仍能對付德軍在二戰末期的重型坦克。但是因為殼體的分離時間不一致的關係，導致遠距離的命中率下降，所以仍有繼續發配過去使用的披帽穿甲弾。

## 其它國家的服役
在1948年的以色列獨立戰爭中以色列使用了從阿拉伯人那繳獲的17磅炮。

## 安裝17磅炮的坦克

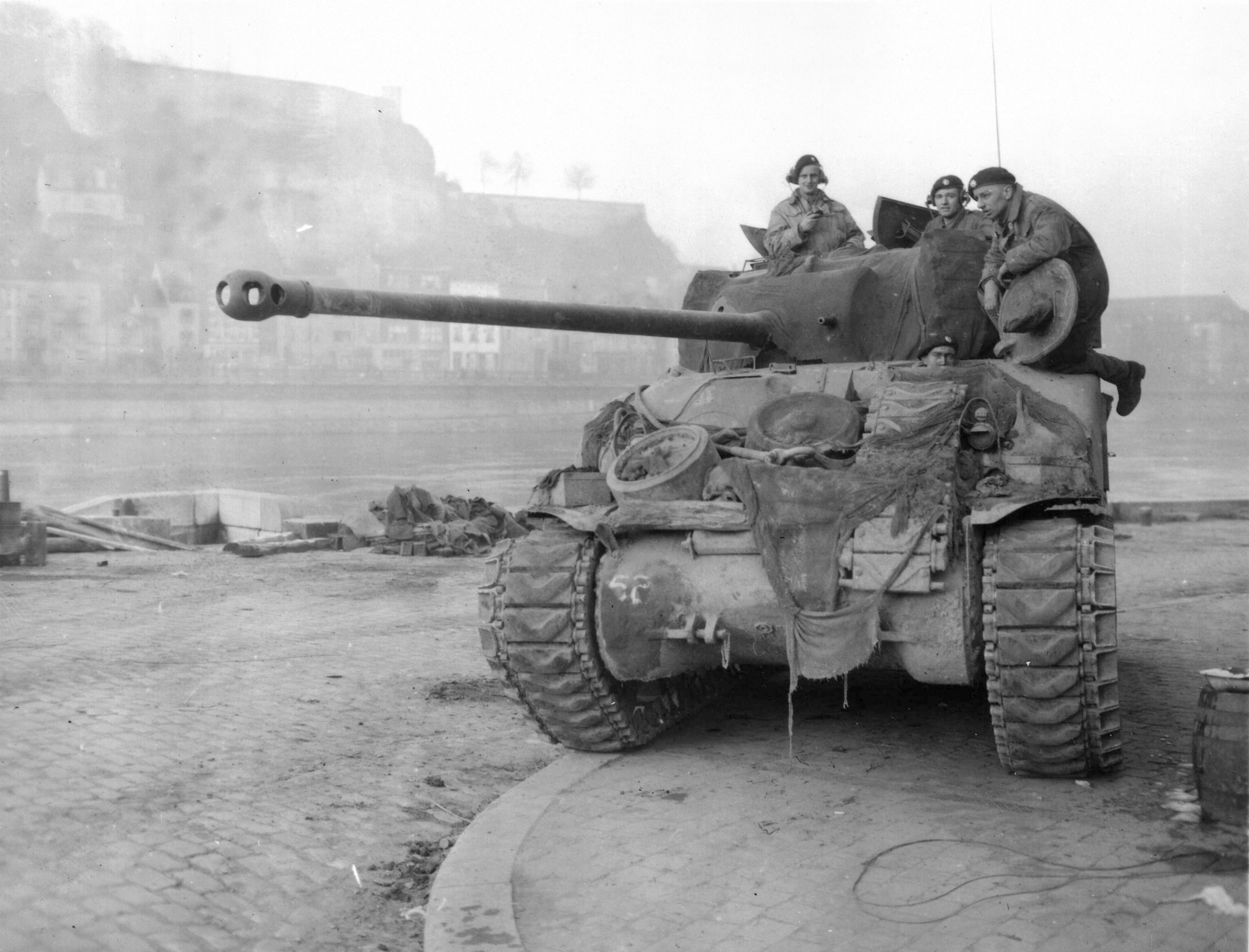
安裝17磅炮的雪曼螢火蟲戰車

部分安裝17磅炮的坦克：
- 雪曼螢火蟲
- 彗星坦克（使用77 mm HV）
- 射手驅逐戰車
- 阿基里斯驅逐戰車
- 挑戰者式巡航坦克
- 百夫長戰車 （MK.I）
- 黑王子步兵戰車 （實驗性車輛）
- TOG2 重型戰車 （實驗性車輛）

## 腳註/來源
1. 1 2 3 4  Alan Axelrod. . : 98–99. ISBN 9780816060221 （英语）.
2. 1 2  .   [2014-01-04]. （原始内容存档于2014-01-04）.
3. ↑  全球防衛雜誌第38期
4. ↑  Bird & Livingston (2001)，第60頁.
5. ↑  Hayward, Mark, , Shermanic Firefly, 19 September 2002  [2020-06-30], （原始内容存档于2013-09-16）
6. ↑  .   [2014-01-04]. （原始内容存档于2014-01-04）.